# Lienig (Naturschutzgebiet)
Koordinaten: 51° 4′ 12″ N, 10° 17′ 12″ O

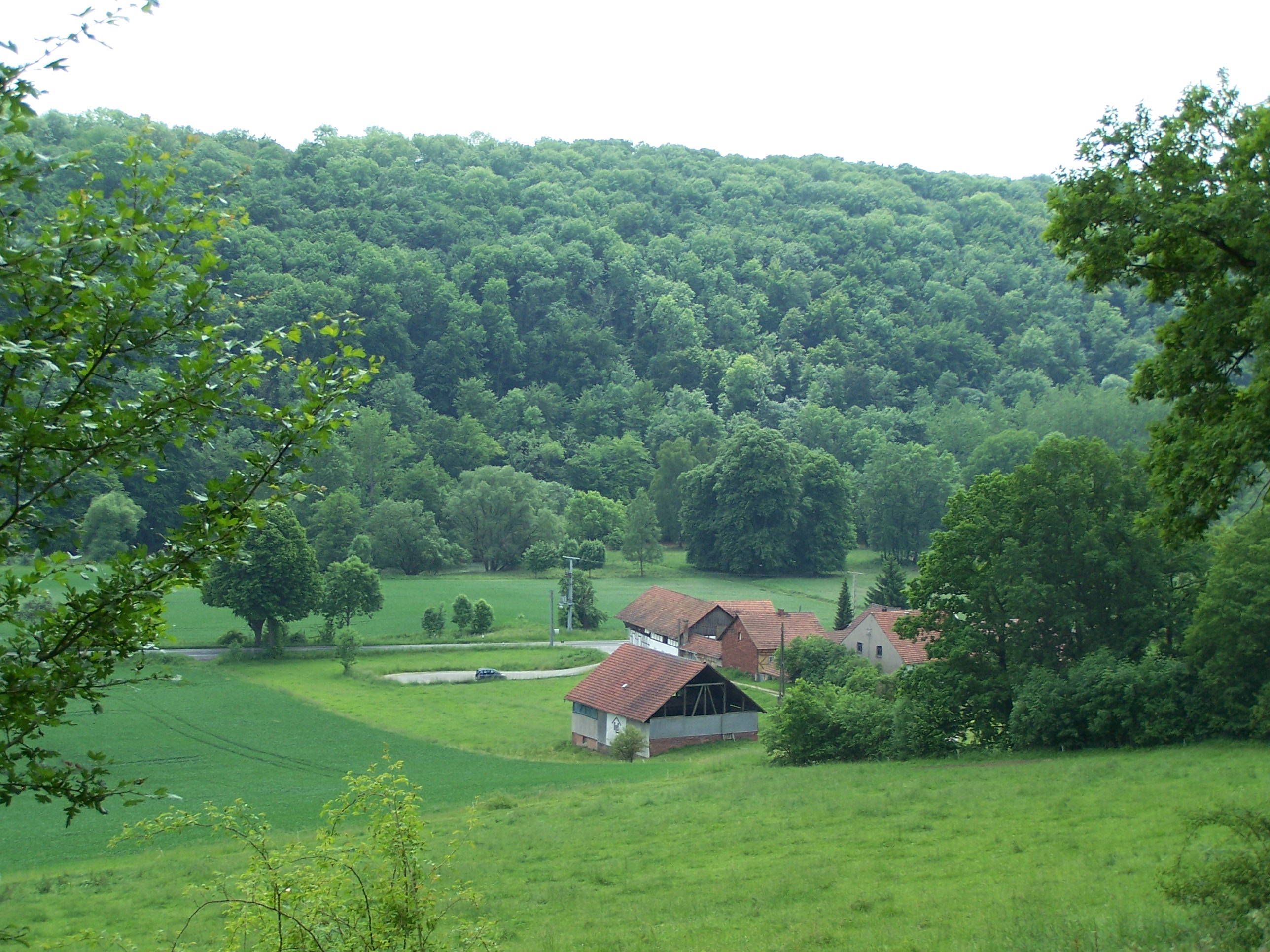
Naturschutzgebiet Lienig oberhalb von Freitagszella (Juni 2013)

Das Naturschutzgebiet Lienig liegt im Wartburgkreis in Thüringen. Es erstreckt sich westlich von Buchenau, einem Ortsteil der Stadt Amt Creuzburg. Nördlich des Gebietes fließt die Werra und verläuft die Landesstraße L 1017.

## Bedeutung
Das 22,5 ha große Gebiet mit der NSG-Nr. 25 wurde im Jahr 1961 unter Naturschutz gestellt.